# Bartha-kútbarlang
A Bartha-kútbarlang Magyarország megkülönböztetetten védett barlangjai között van. Tatán található.

## Leírás
A tatai mezozóos rög jura kori rétegsorában, légvonalban körülbelül 400 méterre a Megalodus-barlangtól, a régi piarista rendház, amely ma középfokú kollégium, közelében található. A barlangkataszteri száma 4630-82. Régóta ismert, vésett kútként induló karsztobjektum, a kút szája 153 méter Adria feletti magasságban van és a kút néhány méterig ki van építve. A vize 15 °C hőmérsékletű volt 1922-ben. A sziklába vésett kútakna 14 méter mély. Ennek aljából indul a homokos-agyagos üledékekből álló, közel vízszintes talpszint.
A barlang falai szinte kísértetiesen emlékeztetnek a Megalodus-barlang kalcit-paplanára, nagyon szép, mahagóni-színű, barnás-vöröses vasoxidos réteg színezi őket. A barlang a feltárás megkezdése előtt több évig nyitva állt, és néhány sérülés, vésés már volt a vastag kalcitkérgen. 1950-ben még vízhozamnövelési céllal robbantottak is a kút aljában, ez is okozott némi képződményrombolást. A felszínre emelt kitöltés átvizsgálása közben sok olyan kalcit-tömb került elő, melyeknek felszínén, illetve belsejében kékes színű, táblás barit-kristálycsoportok voltak. A kalcitkéregben szép kristályokkal borított kavernák is találhatók.
A barlang mineralógiai érdekességeként tarthatók szánon az „U” keresztmetszetű kalcitkéreg-gumók, amelyek körülbelül 15–25 centiméter nagyságúak és az „U” tengelysíkjában egy vékony barit-telér van. Feltehetőleg ez egy pregenetikus kiválás, amely a karsztkorrózió folytán kipreparálódott, majd szinte késpengeszerűen benyúlt a barlang terébe. A későbbi, sok kalciumot tartalmazó oldatok erre kristályosíthatták rá a 4–8 centiméter vastag kalcitot. Néha még ezek külső felületén is található baritkiválás. Az eddigi feltárások alatt régészeti lelet alig került elő, mindössze néhány megmunkáltnak tűnő tűzkőszilánk és egy római kori bronzpénz. A bejárásához a Duna–Ipoly Nemzeti Park Igazgatóság engedélye szükséges.
Előfordul a barlang az irodalmában Bartha-kút-barlang (Baja 1998), Bartha-kút tavasbarlangja (Kordos 1984), Bartha-kút tavas barlangja (Bertalan 1976), Mahagoni-barlang (Bertalan 1976) és Mahagóni-barlang (Bertalan 1976) neveken is.

## Kutatástörténet
Az 1976-ban befejezett, Magyarország barlangleltára című kéziratban az olvasható, hogy a Gerecse hegységben, Tatán elhelyezkedő Bartha-kút tavas barlangja másik neve Mahagoni-barlang. A kéttornyú főtemplomtól ÉK-re 0,5 km-re, kis zsákutcában, 13 m mély kút fenekén, 136,6 m tszf. magasságban van a barlang bejárata. A barlang 10 m hosszú, 13 m mély és a víz mélysége 8 m. Hévizes termesbarlang, amely kréta mészkőben 150° irányú diaklázis mentén jött létre. Falait vékony, vörösesbarna, mangános bevonat alatt vastag kalcitréteg borítja. A kézirat barlangra vonatkozó része 1 irodalmi mű alapján lett írva. Az 1984-ben kiadott, Magyarország barlangjai című könyv országos barlanglistájában szerepel a Gerecse hegység barlangjai között a barlang Bartha-kút tavasbarlangja néven Mahagóni-barlang névváltozattal. A listához kapcsolódóan látható a Dunazug-hegység barlangjainak földrajzi elhelyezkedését bemutató 1:500 000-es méretarányú térképen a barlang földrajzi elhelyezkedése.
1990-ben a Megalodus Barlangkutató Csoportnak volt kutatási engedélye a barlang kutatásához. 1998. május 14-től a környezetvédelmi és területfejlesztési miniszter 13/1998. (V. 6.) KTM rendelete szerint a Duna–Ipoly Nemzeti Park Igazgatóság illetékességi területén, a Gerecse hegységben található Bartha-kút-barlang az igazgatóság engedélyével látogatható. 2005. szeptember 1-től a környezetvédelmi és vízügyi miniszter 22/2005. (VIII. 31.) KvVM rendelete szerint a Duna–Ipoly Nemzeti Park Igazgatóság működési területén, a Gerecse hegységben található Bartha-kút-barlang a felügyelőség engedélyével látogatható. A Duna–Ipoly Nemzeti Park Igazgatóság működési területén, a Gerecse hegységben elhelyezkedő, 4630/82 kataszteri számú Bartha-kútbarlang, 2006. február 28-tól, a környezetvédelmi és vízügyi miniszter 8/2006. KvVM utasítása szerint, megkülönböztetett védelmet igénylő barlang.
2007. március 8-tól a környezetvédelmi és vízügyi miniszter 3/2007. (I. 22.) KvVM rendelete szerint a Duna–Ipoly Nemzeti Park Igazgatóság működési területén lévő Gerecse hegységben elhelyezkedő Bartha-kút-barlang az igazgatóság engedélyével tekinthető meg. A Duna–Ipoly Nemzeti Park Igazgatóság működési területén lévő, 4630-82 kataszteri számú Bartha-kútbarlang, 2012. február 25-től, a vidékfejlesztési miniszter 4/2012. (II. 24.) VM utasítása szerint, megkülönböztetetten védett barlang. 2013. július 19-től a vidékfejlesztési miniszter 58/2013. (VII. 11.) VM rendelete szerint a Bartha-kútbarlang (Gerecse hegység, Duna–Ipoly Nemzeti Park Igazgatóság működési területe) az igazgatóság hozzájárulásával látogatható. 2021. május 10-től az agrárminiszter 17/2021. (IV. 9.) AM rendelete szerint a Bartha-kútbarlang (Gerecse hegység, Duna–Ipoly Nemzeti Park Igazgatóság működési területe) az igazgatóság engedélyével látogatható. A 13/1998. (V. 6.) KTM rendelet egyidejűleg hatályát veszti.